# Lomond
Lomond es un pueblo canadiense situado en la provincia de Alberta.

## Superficie
Lomond tiene una superficie de 1,19 km².

## Demografía
En 2021, tenía 178 habitantes, una densidad poblacional de 149,3 hab./km², y 98 viviendas.